# Hirundo lucida
La rondine pettorosso (Hirundo lucida Hartlaub, 1858) è un piccolo uccello migratore dell'ordine dei passeriformi.